# Mount Sturm
Mount Sturm ist ein Berg von 2320 m Höhe im ostantarktischen Viktorialand, der im Entstehungsgebiet des Rastorgujew-Gletschers in der Explorers Range in den Bowers Mountains aufragt. 
Die Nordgruppe einer von 1963 bis 1964 durchgeführten Kampagne im Rahmen der New Zealand Geological Survey Antarctic Expedition benannte ihn nach Arnold Sturm, dem leitenden Geologen bei dieser Forschungsreise.